# Knud Christensen (modstandsmand)
 For alternative betydninger, se Knud Christensen. (Se også artikler, som begynder med Knud Christensen)
Knud Erik Christensen (3. april 1925 i Hirtshals) er en af de sidste nulevende modstandsfolk. Han blev arresteret 11. oktober 1944 af Gestapo, forhørt og tortureret af Gestapo og sendt til Frøslevlejren 20. oktober 1944 og deporteret til KZ-lejren Dachau 22. februar 1945.. Senere overføres han til KZ-lejren Neuengamme.
Knud Christensen var tilknyttet Dansk Samling, udførte jernbanesabotage-og industrisabotage, deltog i våbenmodtagelse og udgav og distribuerede illegale blade. Han virkede under dæknavnet Jørgen Knudsen.
Under indtryk af, at de fleste illegale blade kom fra København, besluttede Christensen i begyndelsen af 1944 sig for at stifte det illegale blad Budstikken i Aalborg som et lokalt blad i Nordjylland, også kendt som Budstikken: Frit jysk Tidende. Bladet voksede i løbet af 1944, fik underafdelinger i Hjørring, Randers, Viborg og Aarhus, og udvidede også med efterretningstjeneste og aflæggerbladet 'Frit Vestjysk Fiskeritidende'. Knud Christensen redigerede Budstikken frem til sin arrestation i oktober 1944. Budstikken blev med Christensen som redaktør det største af de illegale blade, der blev udgivet uden for København.
Knud Christensen var tillige engageret i sabotage og afhentning af våben og sprængstoffer nedkastet af englænderne, og han var med i modstandsledelsen i Region 1. Han blev sendt til Hjørring af regionsledelsen for modstandsbevægelsen i Nordjylland, for at undervise i håndtering af sprængstoffer og våben.
Etter krigen fortsatte Knud Christensen sit arbejde for Danmark som kontrollant for landminerydningen i Hirtshals. I årene 1946-1949 uddannede han sig til officer i England. Senere vendte han hjem til Danmark og startede han sin egen virksomhed som kutterredder i Hirtshals. I 1955 giftede Knud sig med Karen Thomsen og fik med hende to børn. 
Knud bor stadig i Hirtshals.